# .sb
.sb is het achtervoegsel van domeinen van websites uit de Salomonseilanden.